# François-Joseph Bérardier de Bataut
Pour les articles homonymes, voir Bérardier.
François-Joseph Bérardier de Bataut, né en 1720 à Paris où il est mort en 1794, est un enseignant, écrivain et traducteur français.
Licencié en théologie, Bérardier devint prieur puis professeur d’éloquence au collège du Plessis,
Bérardier est l’auteur, notamment, d’un Précis de l’histoire universelle très apprécié par ses contemporains et de l’Essai sur le récit, ainsi que le traducteur en vers français de L’Anti-Lucrèce de Melchior de Polignac.

## Publications
- Précis de l’histoire universelle, Paris : Hérissant fils, 1766, in-8°, XII-383 p.Une seconde édition publiée par C.-P. Berton, en 1776, in-8°, XII-497 p., est suivie d’une troisième, « revue, corrigée et augmentée par Charles-Constant Letellier », publiée chez C. Le Tellier en 1823, in-8°, X-498 p.
- Essai sur le récit, ou Entretiens sur la manière de raconter, par M. l’abbé Bérardier de Bataut, Paris : C.-P. Berton, 1776, in-12°, X-725 p.Ce texte sous forme de dialogue constitue une précieuse réflexion sur l’art de la narration, tant fictionnelle qu’historique, du XVIIIe siècle français. Une édition en ligne du texte est en cours de préparation à berardier.org.
- L’Anti-Lucrèce en vers françois, traduit par François-Joseph Bérardier de Bataut, Paris : C.-P. Berton, 1786.L’ouvrage écrit en latin moderne par Melchior de Polignac (1661-1744) parut d’abord de manière posthume en 1747 ; il connut un vif succès et au moins cinq traductions françaises.

## Pour approfondir

#### Notices bio-bibliographiques
NB : certaines notices biographiques du début du XIXe siècle confondent François-Joseph Bérardier de Bataut et l’abbé Denis Bérardier. Ne sont indiquées ici que des notices fiables.
- Art « Bérardier de Bataut (François-Joseph) », dans : Les siècles littéraires de la France, ou nouveau dictionnaire historique, critique et bibliographique, par N. L. M. Desessarts, Paris : Desessarts, an VIII (1800), p. 221.
- Art. « Bérardier de Bataut (François-Joseph) », dans : Dictionnaire universel, historique, critique et bibliographique, neuvième édition, Paris : Prudhomme fils, 1812, t. XIX, supplément, p. 61.
- Art. « Bérardier de Bataut (François-Joseph) », dans : Examen critique et complément des dictionnaires historiques les pas répandus, par Antoine-Alexandre Barbier. Paris : Rey et Gravier, 1820, p. 100-101.
- Art. « Bérardier de Bataut (François-Joseph) », dans : Dictionnaire des lettres françaises : Le XVIIIe siècle, nouvelle édition sous la direction de François Moureau, Paris : Le Livre de poche, 1995, p. 173.

#### Articles critiques
- Sylviane Albertan(-Coppola), « La poésie au service de l’apologétique. L’Anti-Lucrèce en vers français de Bérardier de Bataut », dans Cahiers Roucher-André Chénier 10-11, 1990-1991, p. 137-148.
- Sgard, Jean. « Poétique des vies particulières », dans : Les Vies de Voltaire : discours et représentations biographiques, XVIIIe – XXIe siècle, éd. Christophe Cave & Simon Davies. Oxford : Voltaire Foundation, SVEC 2008:4, 2008, p. 29-41.  (La partie intitulée 'Poétique du récit' est presque exclusivement consacrée à l’Essai sur le récit.)